# Torneo de Gstaad 2015
El Crédit Agricole Suisse Open Gstaad 2015 es un torneo de tenis. Pertenece al ATP Tour 2015 en la categoría ATP World Tour 250. El torneo se jugó en la ciudad de Gstaad, Suiza, desde el 27 de julio hasta el 2 de agosto de 2015 sobre tierra batida.

## Cabezas de serie

### Masculino
| Tenista             | Ranking | Preclasificada |
| David Goffin        | 14      | 1              |
| Feliciano López     | 19      | 2              |
| Dominic Thiem       | 26      | 3              |
| Pablo Andújar       | 35      | 4              |
| Thomaz Bellucci     | 41      | 5              |
| João Sousa          | 51      | 6              |
| Pablo Carreño Busta | 56      | 7              |
| Santiago Giraldo    | 59      | 8              |

- Ranking del 20 de julio de 2015

### Dobles
| Tenista                               | Ranking | Preclasificada |
| Marcel Granollers Marc López          | 29      | 1              |
| Mariusz Fyrstenberg Santiago González | 99      | 2              |
| Oliver Marach Aisam-ul-Haq Qureshi    | 105     | 3              |
| Julian Knowle Philipp Oswald          | 119     | 4              |

## Campeones

### Individual Masculino
Dominic Thiem venció a  David Goffin por 7-5, 6-2

### Dobles Masculino
Alexander Bury /  Denis Istomin vencieron a  Oliver Marach /  Aisam-ul-Haq Qureshi por 3-6, 6-2, [10-5]